# Radio iónico

Radio en picómetros de algunos átomos neutros (en gris), cationes (en rojo) y aniones (en azul).

El radio iónico es el radio que presenta un ion monoatómico en una estructura cristalina iónica. Aunque los estuvieran bien delimitados. En el caso de los iones, se considera que la distancia entre los núcleos atómicos de aniones y cationes en un arreglo cristalino corresponde a la suma de los radios iónicos del anión y el catión.
En el caso de los cationes, la ausencia de uno o varios electrones disminuye la fuerza eléctrica de repulsión mutua entre los electrones , provocando el acercamiento de los mismos entre ellos y al núcleo positivo del átomo del que resulta un radio iónico menor que el atómico.
En el caso de los aniones, el fenómeno es el contrario, el exceso de carga eléctrica negativa obliga a los electrones a alejarse unos de otros para restablecer el equilibrio de fuerzas eléctricas, de modo que el radio iónico es mayor que el atómico.